# نت‌بایوس
نت‌بایوس (NetBios) (شبکه ورودی / خروجی سیستم) برنامه‌ای است که به ما اجازه می‌دهد تا ارتباط مابین کامپیوترهای مختلف درون یک شبکه محلی (LAN) را برقرار کنیم. در اوایل این پروتکل توسط شرکت IBM و برای شبکه‌های کامپیوتری خودش ایجاد شد، و بعدها توسط مایکروسافت مورد استفاده قرار گرفت، و از آن زمان تبدیل به استاندارد صنعتی شد. NetBios در شبکه‌های Ethernet و Token Ring مورد استفاده قرار می‌گیرد و به عنوان بخشی از رابط کاربری توسعه یافته (NetBEUI) می‌باشد، و این پروتکل در سال‌های اخیر توسط شرکت مایکروسافت در سیستم‌عامل‌های ویندوز گنجانده شده‌است. این پروتکل به خودی خود قادر به مسیریابی در شبکه‌های بزرگ نیست بنابراین برنامه‌های کاربردی برای ارتباط در شبکه‌های گسترده (WAN) باید از دیگر «روشهای حمل و نقل بسته‌ها» (مانند پروتکل کنترل انتقال) به جای NetBios استفاده کنند.
NetBios نرم‌افزار آزادی است و برای کار کردن با آن نیاز به درک جزئیات مربوط به شبکه نیست، و بازیابی خطاهای (در حالت جلسه) نیز بسیار آسان می‌باشد. درخواست NetBios در قالب یک بلوک کنترل شبکه (NCB) و در میان دیگر بسته‌ها فرستاده شده، و این بسته حامل محل پیام و نام مقصد را مشخص شده، می‌باشد.
در مدل هفت لایه OSI, NetBios لایه جلسه (Session) و لایه حمل و نقل بسته‌ها (Transport) را فراهم می‌کند. با این حال، قالب استاندارد یا فرمت داده‌ای برای انتقال ارائه نمی‌کند. فرمت قاب استاندارد توسط NetBUI فراهم شده‌است.
NetBios فراهم‌کننده دو حالت ارتباطی می‌باشد: جلسه یا دیتاگرام. در حالت جلسه NetBios به شما اجازه می‌دهد تا دو کامپیوتر را با ایجاد یک اتصال برای یک "مکالمه" به هم وصل کرده، و آن‌ها بتوانند برای یکدیگر پیام ارسال کنند، و همچنین امکان کشف خطا و بازیابی آن‌ها را نیز فراهم می‌کند. در مدل دیتاگرام حالت "connectionless" (هر پیغام مستقلاً ارسال می‌شود)، پیام باید کوچکتر، و برنامه استفاده‌کننده از آن خود مسئول کشف خطا و بازیابی پیغام می‌باشد. دیتاگرام حالت broadcast را نیز برای ارسال بسته‌های به تمامی کامپیوترهای یک شبکه محلی (LAN) را نیز پشتیبانی می‌کند.